# Colonna della vittoria della guerra d'indipendenza

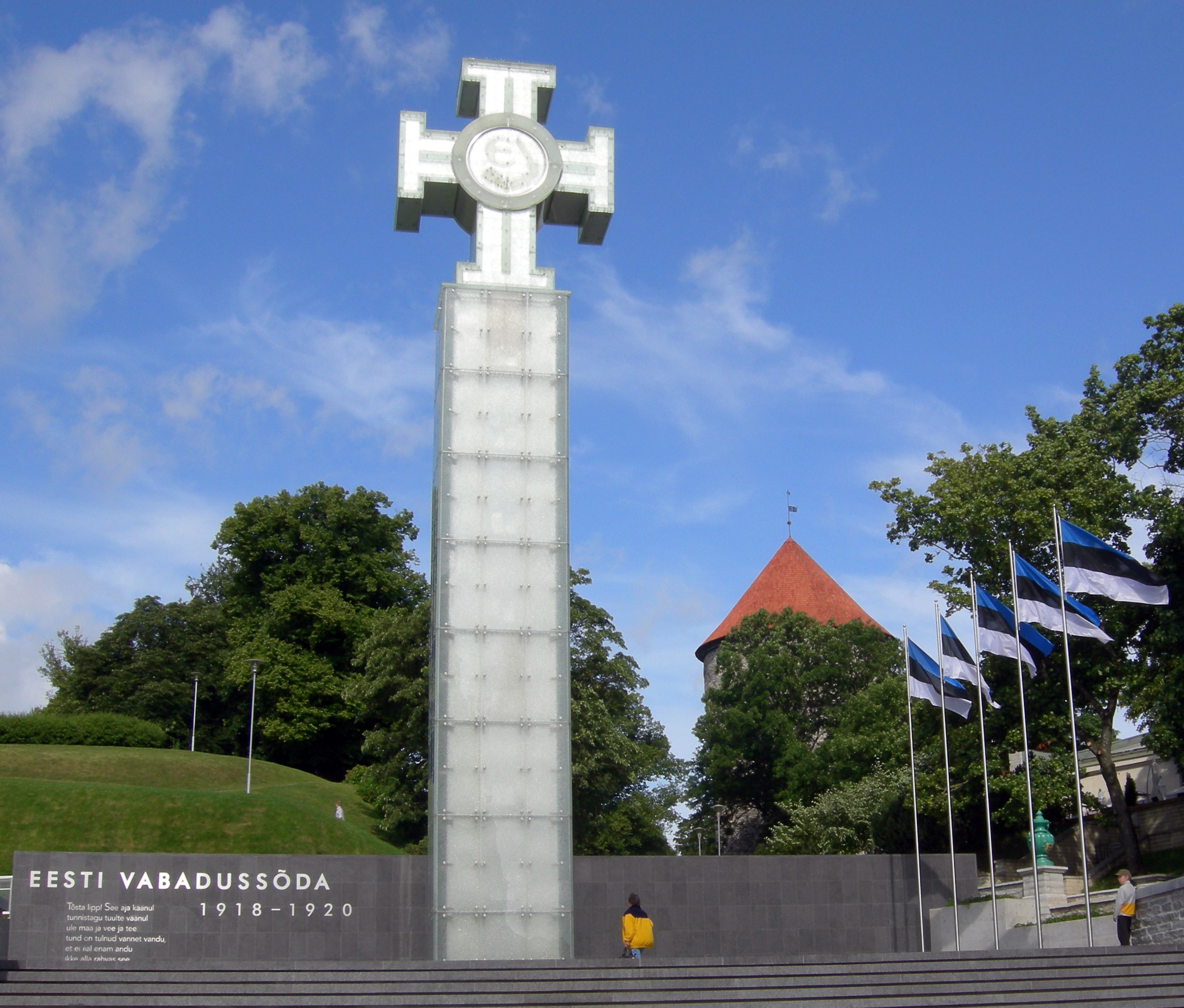
Colonna della vittoria, in piazza della Libertà a Tallinn.

La colonna della vittoria della guerra d'indipendenza (in estone: Vabadussõja võidusammas) è un monumento ideato nel 1919 ma inaugurato solo 90 anni dopo, nel giugno 2009. È composto da una stele (non una "colonna" in senso stretto poiché non è a base circolare) situata sul lato ovest della piazza della Libertà a Tallinn in Estonia.
Alta poco più di 23 metri e formata da 143 lastre di vetro, la colonna commemora i 5.000 estoni tra civili e militari caduti e i circa 15.000 soldati e civili feriti durante la guerra d'indipendenza estone tra il 1918 e il 1920.
In cima alla colonna è presente una riproduzione ingigantita della "Croce della Libertà", la massima onorificenza al valore militare conferita dall'Estonia; al fianco della colonna, nella parte destra, sono collocati vari pennoni con la bandiera nazionale estone.

## Storia
L'idea di creare un monumento fu concepita dagli estoni nel lontano 1919, l'anno successivo alla dichiarazione d'indipendenza estone e prima della fine della guerra contro i bolscevichi.
Nel 1936 fu promulgata una legge che stabiliva la costruzione di un monumento alla memoria delle vittime del conflitto per l'indipendenza estone, ma i lavori preparatori furono interrotti dall'arrivo della seconda guerra mondiale e dalla conseguente occupazione sovietica nel dopoguerra.
Dopo aver riconquistato l'indipendenza nel 1991, si ripropose l'idea di costruire il monumento commemorativo nazionale. Nella primavera del 2005 il parlamento estone decise che la colonna della vittoria in memoria dei caduti doveva essere eretta in piazza della Libertà, nel distretto di Kesklinn nel centro della capitale Tallinn.

## Il progetto
La gara per l'assegnazione nel 2006 ricevette più di quaranta proposte. Il progetto vincitore, denominato Libertas fu ideato dagli architetti Rainer Sternfeld, Andri Laidre, Kadri Kiko e Anto Savi. La ditta Celander Ehitus OÜ fu selezionata quale costruttore principale.

## Galleria d'immagini

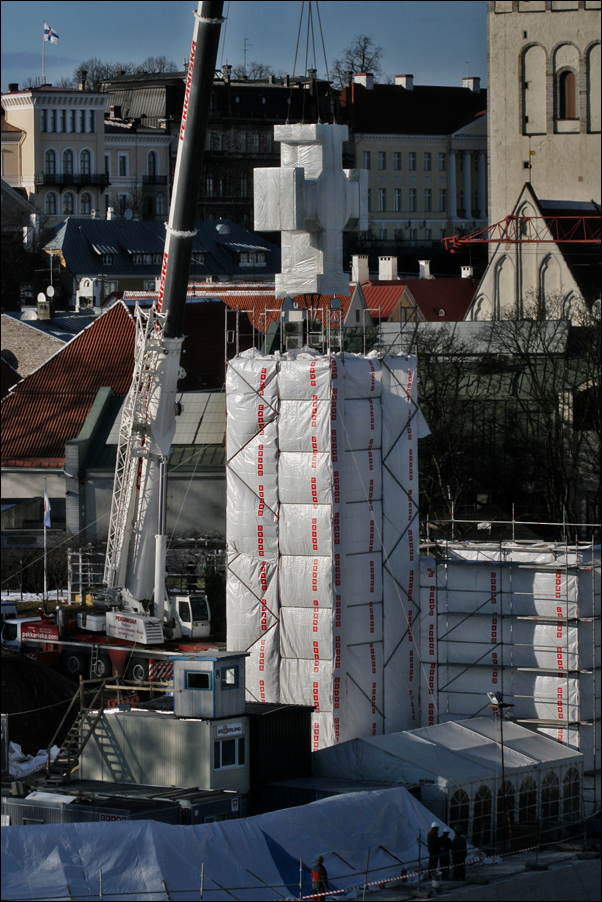
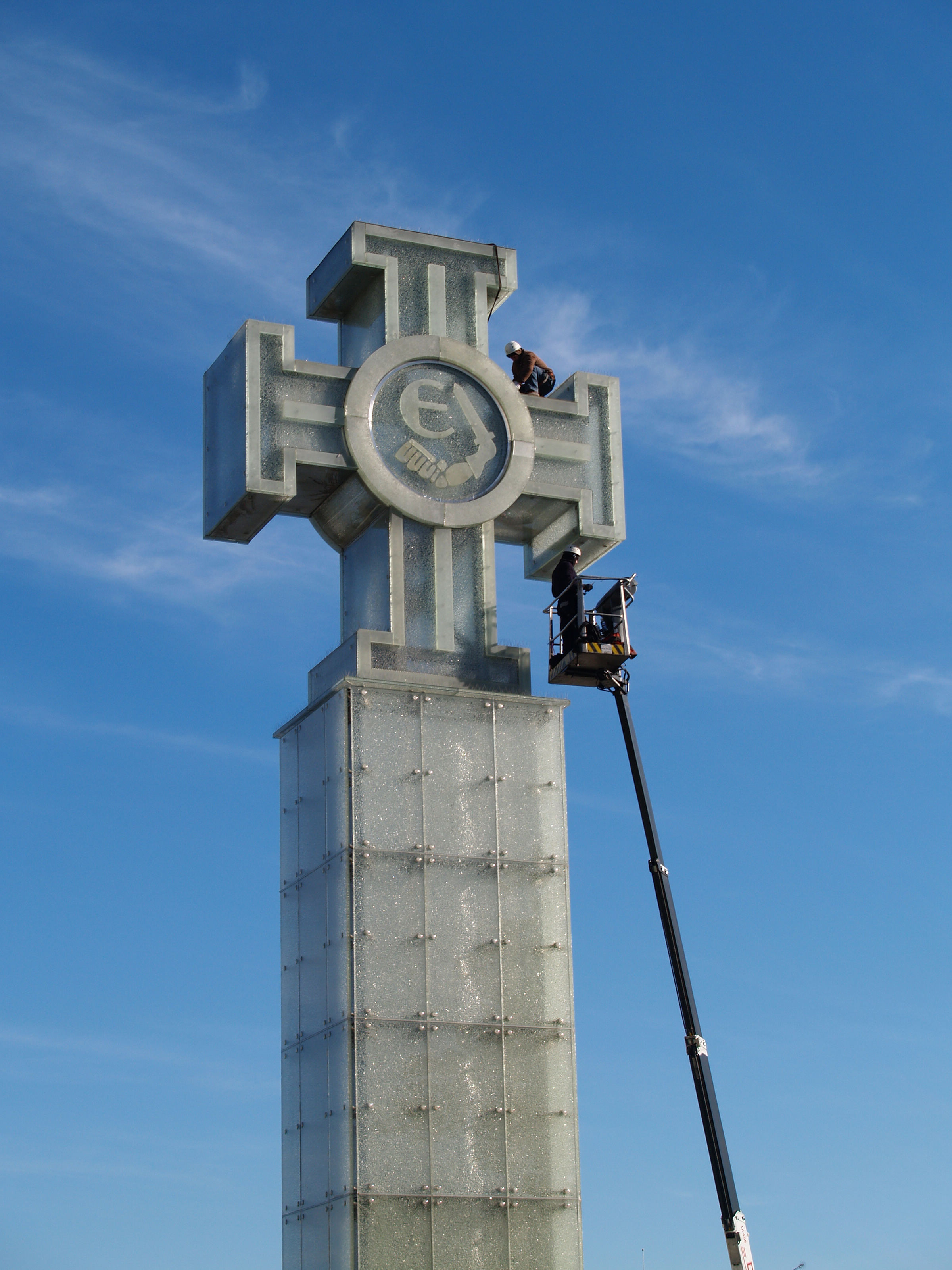
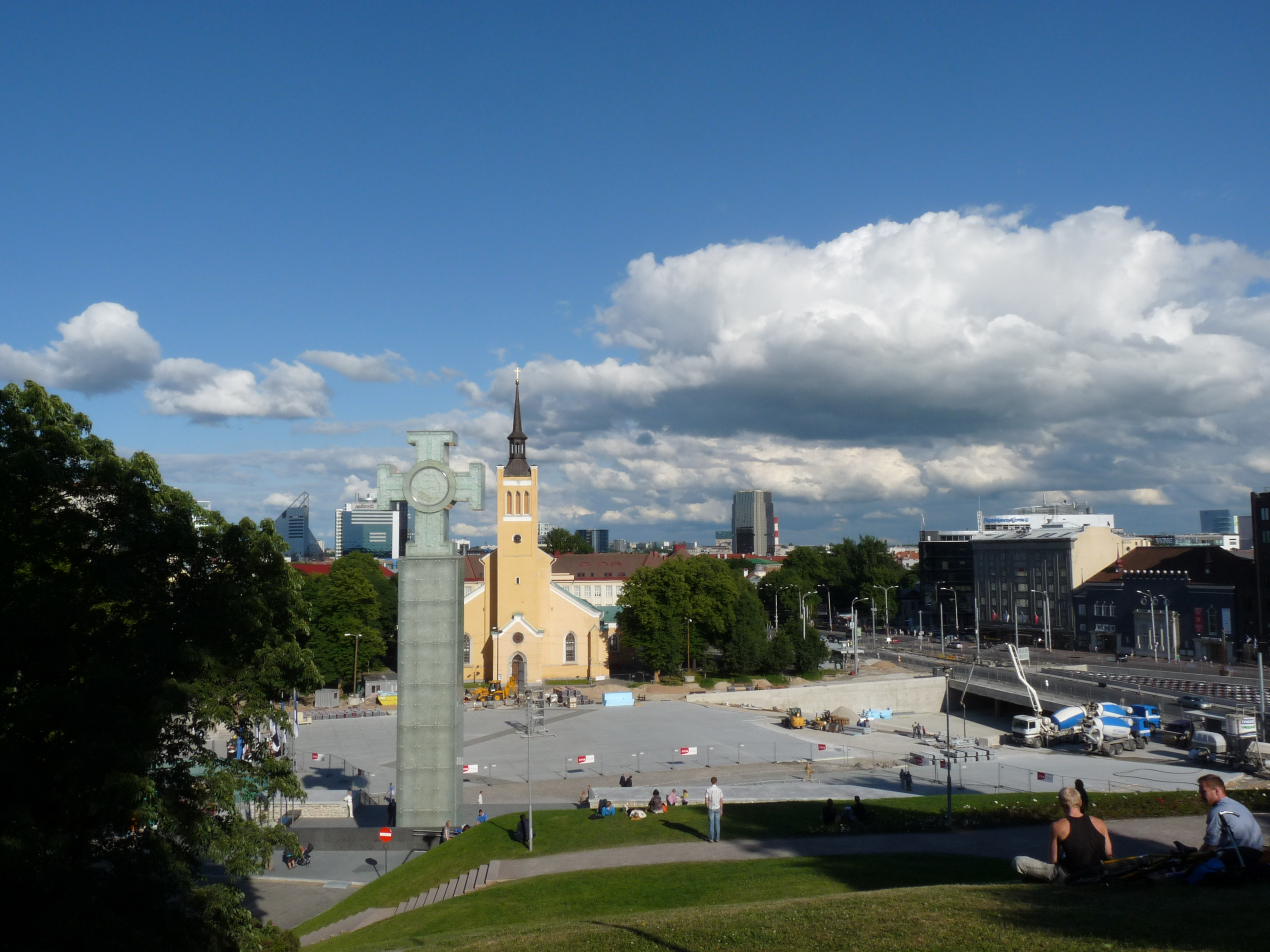
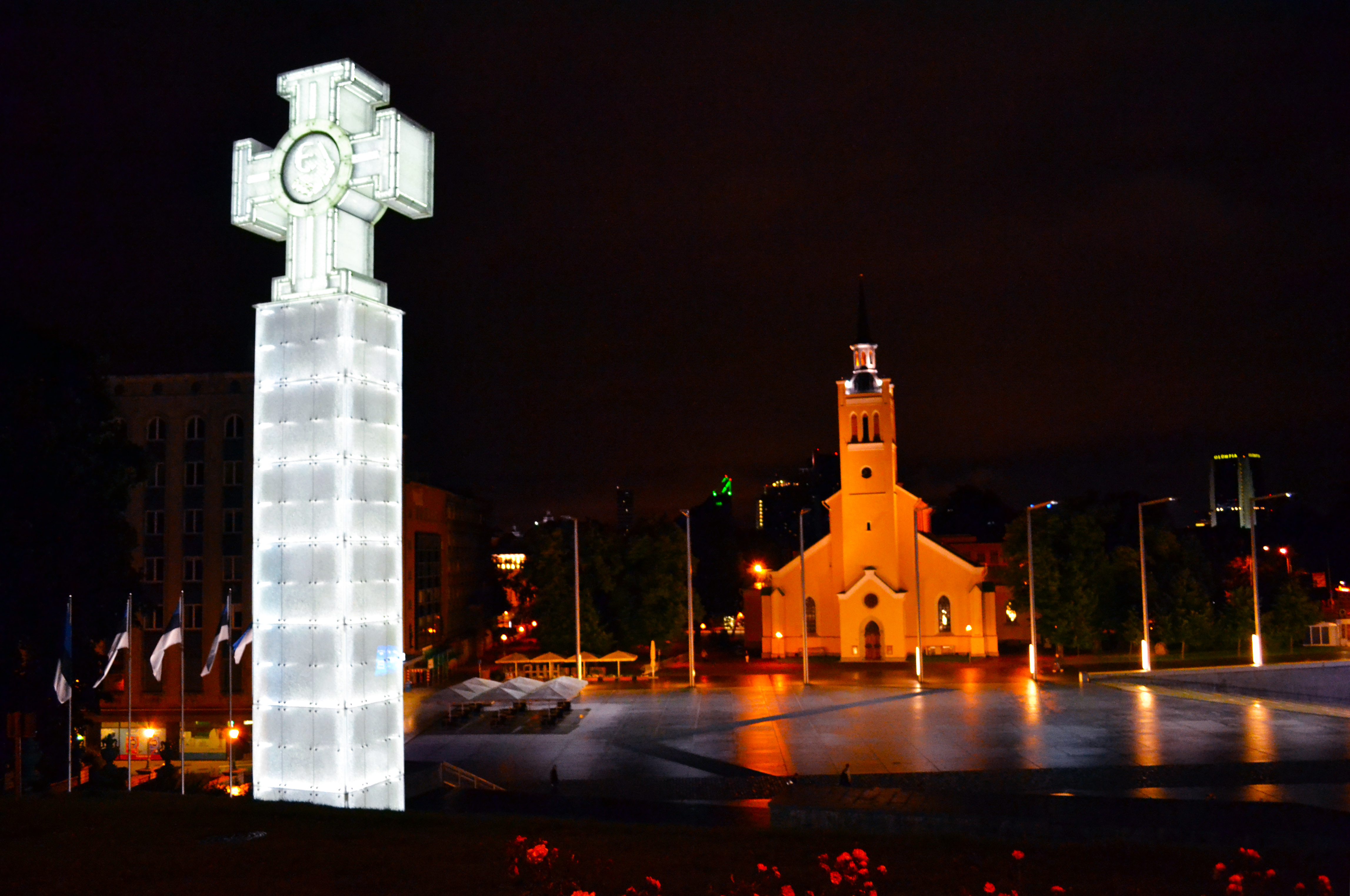
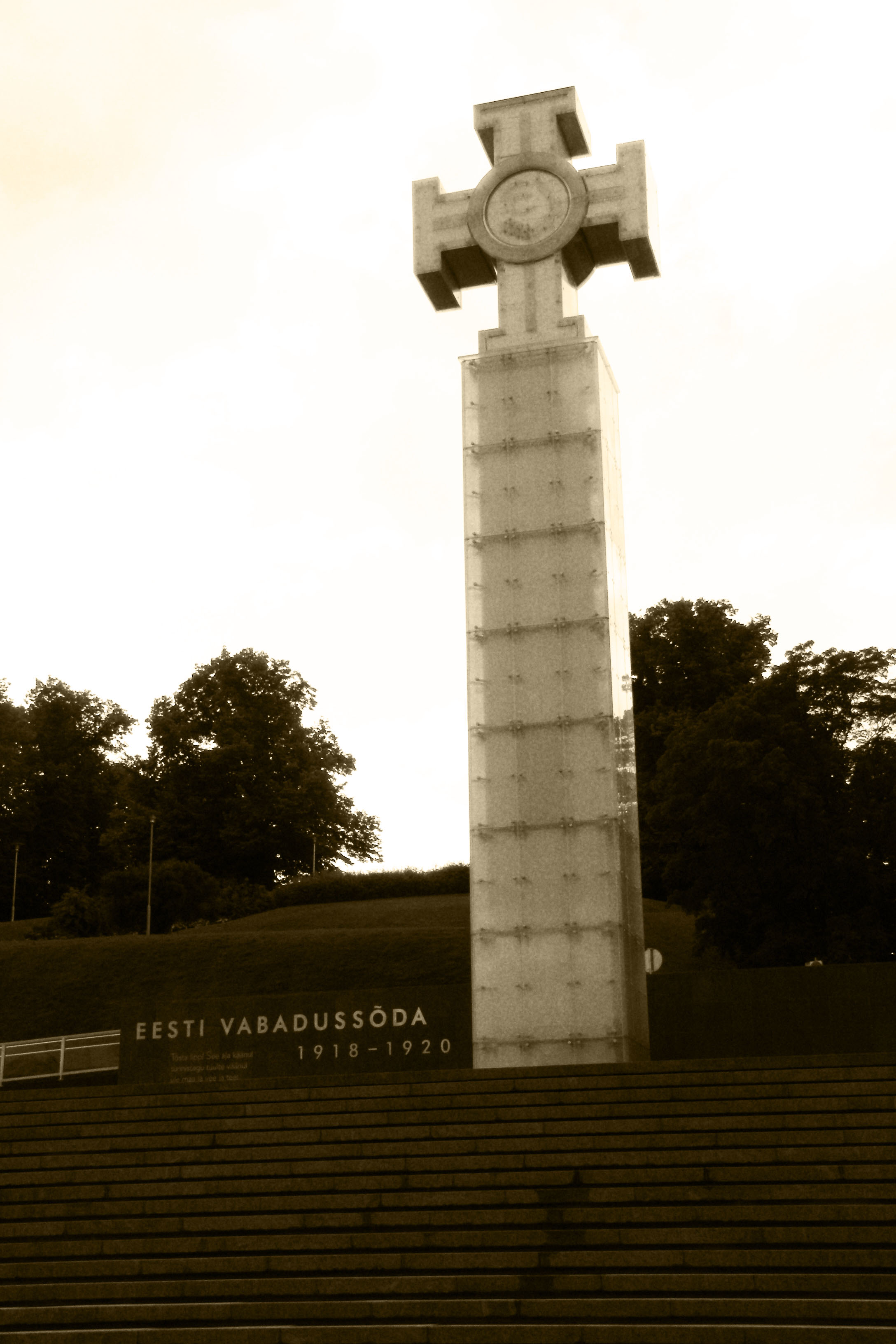
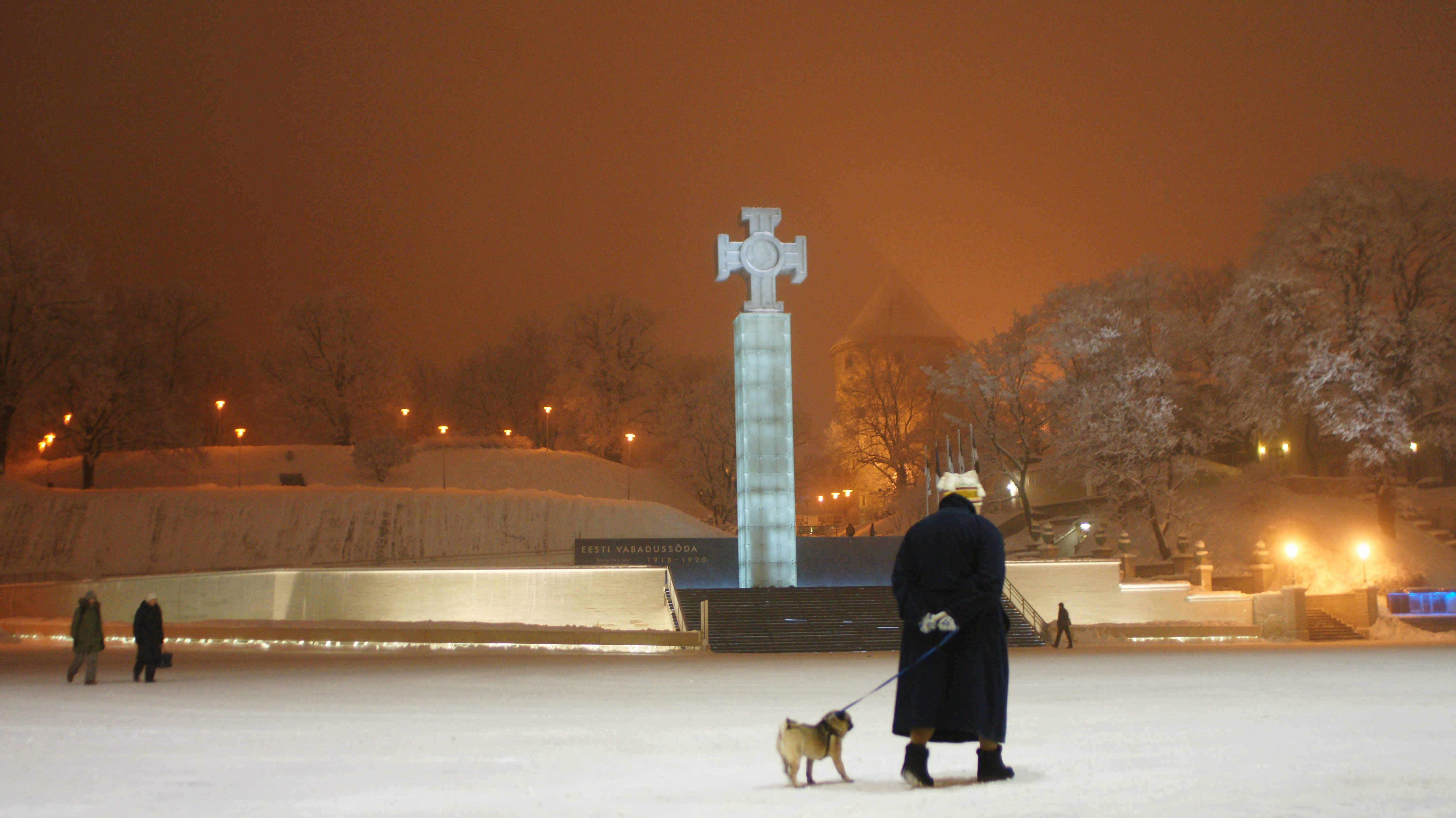